# Balašiha
Balašiha (rusko Балаши́ха) je mesto v Rusiji, največje v Moskovski oblasti. Je upravno središče Balašihskega mestnega okrožja. Leži ob reki Pehorki, levem pritoku Moskve, 4 km vzhodno od Moskve. Leta 2008 je imelo 188.700 prebivalcev.